# PGC 14123
LEDA/PGC 14123, auch UGC 2890 ist eine Spiralgalaxie vom Hubble-Typ Sdm pec im Sternbild Giraffe am Nordsternhimmel. Sie ist schätzungsweise 58 Millionen Lichtjahre von der Milchstraße entfernt und hat einen Durchmesser von etwa 45.000 Lichtjahren. Vom Sonnensystem aus entfernt sich das Objekt mit einer errechneten Radialgeschwindigkeit von näherungsweise 1.200 Kilometern pro Sekunde.
Die Supernova SN 2009bw vom (Typ II) wurde hier beobachtet.
Im selben Himmelsareal befinden sich unter anderem die Galaxien PGC 13857, PGC 13949.